# Stamkardarspindel
Stamkardarspindel (Dictyna uncinata) är en spindelart som beskrevs av Tord Tamerlan Teodor Thorell 1856. Stamkardarspindel ingår i släktet Dictyna och familjen kardarspindlar. Arten är reproducerande i Sverige. Inga underarter finns listade i Catalogue of Life.